# Парламентские выборы во Вьетнаме (2007)
Парламентские выборы во Вьетнаме проходили 20 мая 2007 года для избрания 12-го Национального собрания.

## Избирательная система
Члены Национального собрания избираются по 184 многомандатным округам в два тура. В первом туре кандидат должен набрать абсолютное большинство голосов, во втором туре достаточно набрать простое большинство.

## Результаты выборов
| Партия                                                            | Голосов | %     | Мест | +/-   |
| ----------------------------------------------------------------- | ------- | ----- | ---- | ----- |
| Коммунистическая партия                                           |         |       | 450  | +3    |
| Беспартийные                                                      |         |       | 42   | -9    |
| Независимые                                                       |         |       | 41   | новые |
| Недействительных бюллетеней                                       |         | -     | -    |       |
| Всего                                                             |         |       | 493  | -5    |
| Зарегистрированных избирателей/ Явка                              |         | 99,64 |      |       |
| Источник: IPU Архивная копия от 8 октября 2018 на Wayback Machine |         |       |      |       |

## Последующие события
После выборов действующий президент Нгуен Минь Чьет был переизбран новым 12-м Национальным собранием 24 июля 2007 года, получив 98,78 % голосов.